# Tom McGuinness

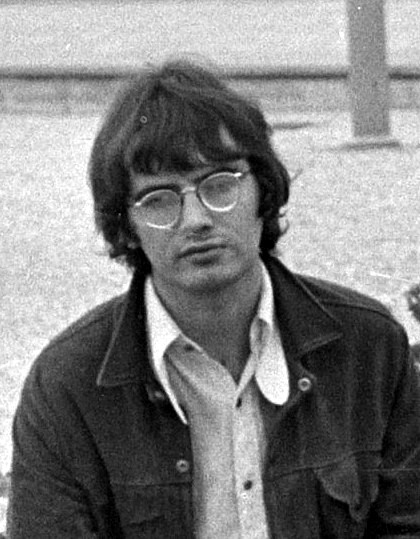
Tom McGuinness 1967

Tom McGuinness, född 2 december 1941 i Wimbledon, London, är en brittisk gitarrist, basist, sångare, låtskrivare och producent. McGuinness var under en kort tid på 1960-talet med i gruppen Roosters som inkluderade Eric Clapton, innan han blev basist i gruppen Manfred Mann. Han stannade i gruppen under hela dess aktiva tid, både under den första eran då Paul Jones var sångare, och den senare då Mike d'Abo tog över. Han bytte också instrument från bas till gitarr efter att Mike Vickers lämnat gruppen.
Efter att Manfred Mann upplösts 1969 bildade han med trummisen Hughie Flint gruppen McGuinness Flint. De fick en hitsingel 1970 med låten "When I'm Dead And Gone". Gruppen blev dock ganska kortlivad, de gav ut två studioalbum med sin originaluppsättning innan de 1972 tillsammans med de nya medlemmarna Dennis Coulson och Dixie Dean och under gruppnamnet Coulson, Dean, McGuinness, Flint gav ut albumet Lo and Behold. Skivan bestod uteslutande av obskyra och då nära helt okända Bob Dylan-låtar. Flera av dessa, men inte alla kom sedermera ut på albumet The Basement Tapes 1975 av Bob Dylan och The Band. McGuinness Flint upplöstes slutligen 1975. McGuinness har sedan spelat i Paul Jones grupp The Blues Band, samt under 1990-talet och 2000-talet i The Manfreds där flera Manfred Mann-medlemmar utom Manfred Mann själv medverkar.